# Hunteria macrosiphon
Hunteria macrosiphon là một loài thực vật có hoa trong họ La bố ma. Loài này được Omino mô tả khoa học đầu tiên năm 1996.